# 赫爾辛基地鐵
赫爾辛基地鐵（芬蘭語：Helsingin metro）是芬蘭首都赫爾辛基及鄰近城市埃斯波的地下鐵路系統。赫爾辛基地鐵是世界上最北的地鐵，也是目前芬蘭唯一的地鐵，每年运载6300万乘客。赫爾辛基地鐵由赫爾辛基市交通局（HKL）在赫爾辛基地區交通管理局（HSL）的管理下營運。

## 歷史

### 規劃

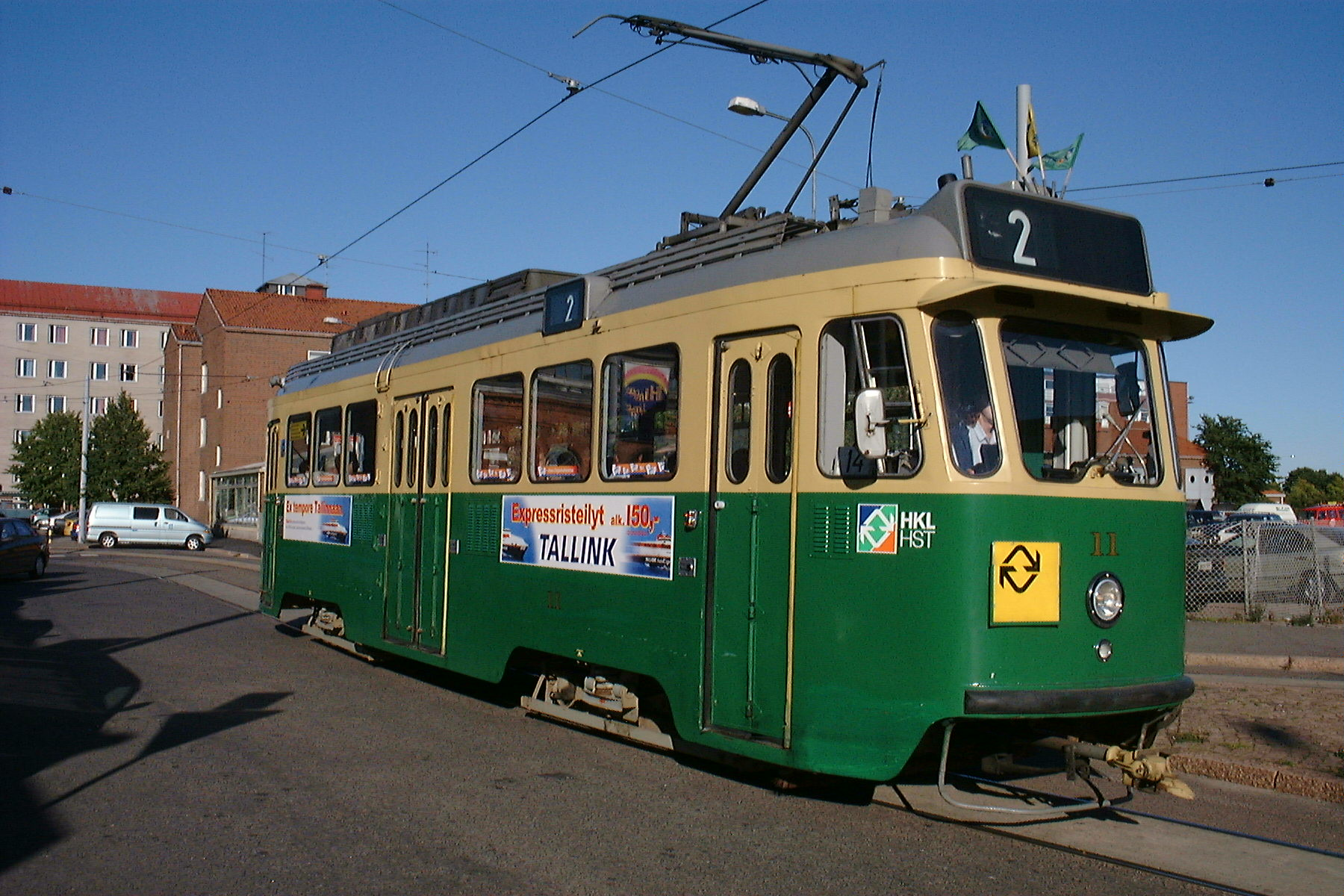
赫爾辛基電車的HM V型有軌電車，1959年投入營運，原計畫行駛於地下路段

在赫爾辛基建設城市軌道運輸系統的最初提議是在1955年9月提出的，交通委員會於1955年底開始著手解決赫爾辛基是否真的需要地鐵的問題。經過近四年的工作，該委員會向市議會提交了調查結果。委員會明確指出：赫爾辛基需要一個獨立路權的地鐵系統。然而市議會對委員會建議的反應冷漠。
儘管被市議會忽視，委員會仍被要求繼續其工作。1963 年春天，委員會提出了地鐵系統的規劃。在技術層面上，這個提議規劃建設地下有軌電車系統 (准地铁)，深度僅 14 米，站間距較短，委員會提議分五個階段建造，第一階段於1969年完成，最後階段於2000年完成，系統的總長度將達到86.5公里，設有108個車站。儘管沒有正式決定按照交通委員會提議的規劃建造，但在1950年代至1960年代市政府為輕軌地鐵系統做出了幾項準備，包括獨立路權的電車軌道，以及可在地下路線行駛的有軌電車。
1967 年底主導交通委員會的卡斯特倫前往加尔各答擔任公共交通專家，新的主導者瓦爾塔寧宣布改變1963年的規劃，建設更深的重型鐵路系統，1969年，赫爾辛基市議會經過數小時辯論，決定修建地鐵，以更好地連接城市東部和市中心。

### 建設
地鐵的建設工作於1971年開始。同年第一列地鐵列車的原型車交付並開始測試。大部分的隧道工程於1976年完成，為了在市中心的黏土層建造隧道，施工人員將裝有氟利昂 22 的管道推入粘土層，凍結粘土。然後小心地將凍結的粘土炸掉，並安裝鑄鐵管以創建一個耐用的隧道。
1976年時任赫爾辛基市長奧拉，與芬蘭的维美德和機電製造商斯特倫貝里，簽訂訂購地鐵列車的合約，奧拉完全繞過了市議會，據說是因為他擔心市議會會決定從蘇聯製造商那裡購買地鐵車輛。1977年的M100型列車的原型交付，赫爾辛基地鐵列車成為全球第一個使用VVVF制動的列車。
繞過市議會購買車輛並不是地鐵建設過程中唯一有問題的部分。1982年6月3日，瓦爾塔寧因受賄而接受調查。隨後，除了瓦爾塔寧之外，地鐵委員會 (原交通委員會) 和赫爾辛基市的幾名官員也被指控受賄。最後除瓦爾塔寧外，對所有被告的指控均已超過追訴期失效，但瓦爾塔寧因從西門子收受賄賂而被定罪。

### 開通
經過了27年的規劃與建設，赫爾辛基地鐵於1982年6月1日試營運，8月2日起開始營業，最初開通的為东中心站到哈卡半岛站區間。然而地鐵並沒有立即贏得赫爾辛基東部居民的滿意，當地通往市中心的直達公交車，在地鐵正式開通之後被截短，直到六個月後，一份由11,000人簽署的請願書要求恢復直達公交線路。HSL調整公交車服務的時間表之後，對地鐵的反對意見逐漸平息。
1983年3月1日，地鐵向西延伸至康皮站；1984年9月1日，瑟爾奈寧站開通。1980年代末期，地鐵向東北延伸，1989年開通梅伦山站，宣告北側支線完工。 1993 年8月16日地鐵向西延伸至草湾站；1998年8月31日，原計劃的最後一部分完工，開通了從東中心站到沃岛站，三個車站的南側支線。

### 西線延伸
2006年9月25日，經過數十年的辯論、規劃和爭議，埃斯波市議會批准了地鐵西延段的建設，西线地铁建設於2009年開始，原定於 2014 年秋季完成第一階段，但通車的時間一再延遲，原本預計採用自動駕駛也因為HKL宣稱西门子一再違約，最終被放棄。
2017年11月18日开通西線地鐵的第一階段，把原有的路线向西延伸至埃斯波市南部。西線地鐵的第一階段長14公里，有八個新站，兩個在赫爾辛基，六個在埃斯波，目前西端終點站為马蒂村站。在地鐵延伸之前，列車的最大長度可以是6節編組，但西線的新車站比現有車站建造得更短，較短的新車站意味著最大列車長度減少到4節編組，為了增加容量，自動列車保護系統將允許班距縮短至90秒。
2014年埃斯波市議會提議建設西線地鐵的第二階段，其中30%的建設成本由芬蘭中央政府負擔，2014年2月24日，埃斯波市議會以65票對10票通過了該提案。第二階段完全在埃斯波境內，將建設建設7公里長的新路線和5個新車站，並交予HKL營運，2022年12月3日该路段开通运营。

## 路線
赫爾辛基地鐵有一條路線，包含兩條支線，三種營運模式，路網呈「Y」字形，全長35公里，設有25個地铁站，其中有16个地铁站设在地下，9个设在地面上。地铁是把赫尔辛基市中心跟赫尔辛基东部郊区及埃斯波西部市区连接起来的重要铁路轨道。
赫爾辛基地鐵的2種營運模式分別是：
| 編號 | 營運模式         | 車站 | 時間 (分) |
| ---- | ---------------- | ---- | --------- |
| M1   | 石湾--沃岛       | 27   | 51        |
| M2   | 塔皮奥拉--梅伦山 | 19   | 34        |

赫爾辛基地鐵路線示意圖 (M1線西段仍顯示未开通)

地铁经过赫尔辛基中央车站之下，乘客可以换乘赫尔辛基通勤铁路，包括环线铁路抵达赫尔辛基-万塔机场。

## 地鐵列車

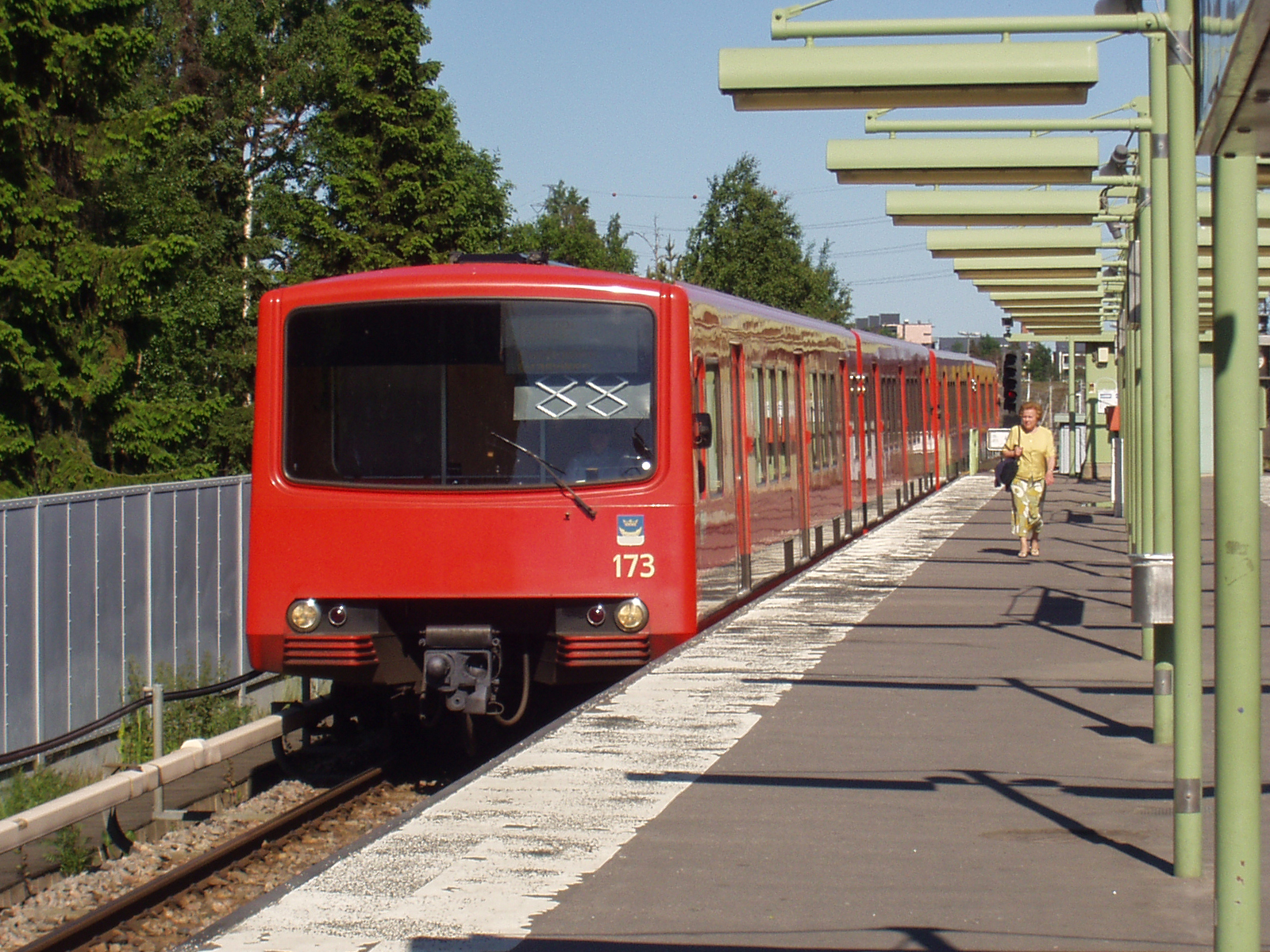
M100型列車

HKL有3種營運中的地鐵列車，所有地鐵列車都行駛於1522毫米的寬軌，並以第三軌的形式，供應750伏特的直流電，作為動力來源。列車最長可以使用6節編組，但2017年11月之後，因為西線站台長度限制，採用4節編組運行。

### M100型
最早投入營運的是M100型列車，由芬蘭的维美德和機電製造商斯特倫貝里製造，維美德製造機械部件，斯特倫貝里製造機電設備，於1977年至1984年交付，在2004年至2009年間進行了翻新改造，以將其使用壽命再延長20年，目前HKL共有42組雙節編組的M100型列車，每組可搭載287名乘客，車廂之間不連通，營運時一列列車由兩組4節組成，設計行駛速度可達100公里/小時，過去曾經以6節編組運行。

### M200型

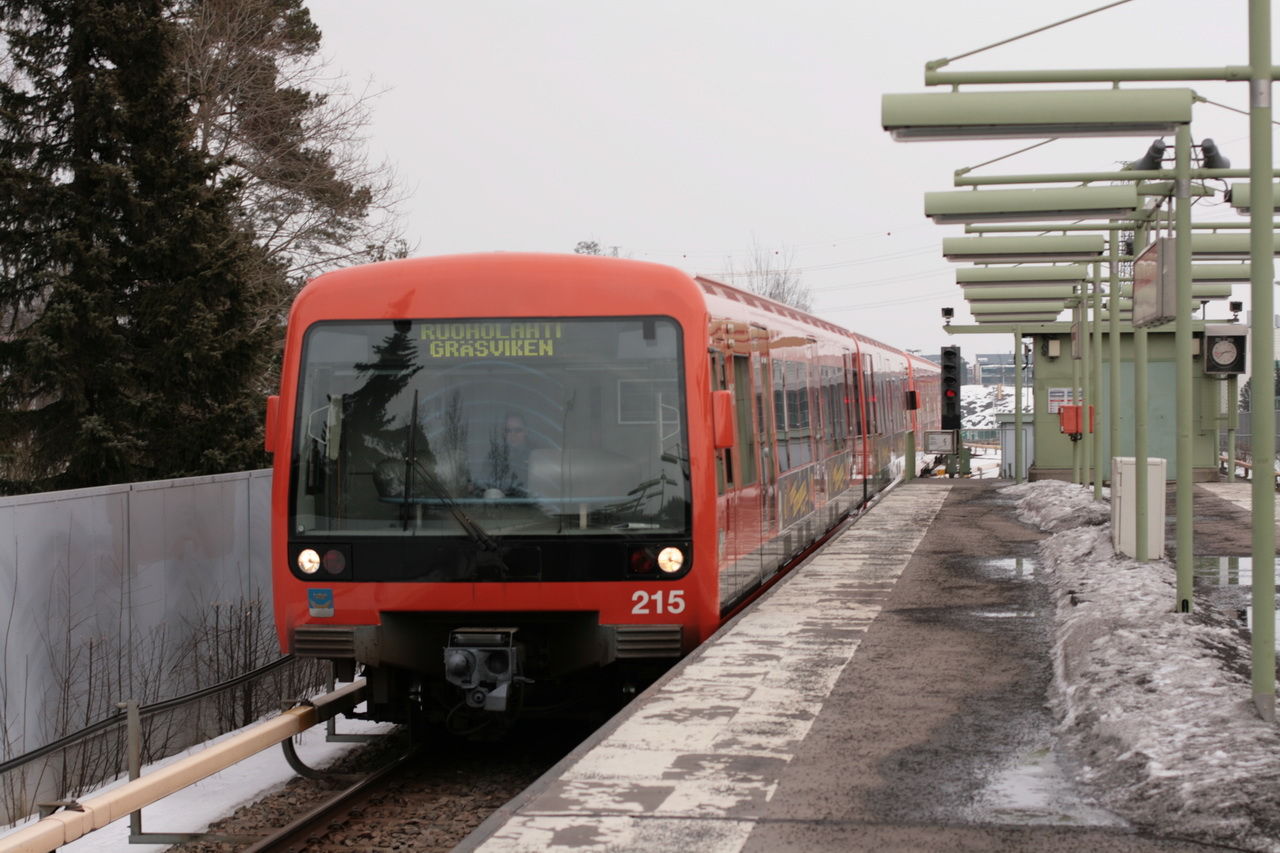
M200型列車

M200 型在2000至2001年交付，以應付東部支線的開通產生的列車需求，M200 型由龐巴迪製造，目前HKL共有12組雙節編組的M200型列車，每組可搭載287名乘客，與M100型不同，M200型列車車廂之間可以連通，營運時一列列車由兩組4節組成，設計行駛速度可達100公里/小時，過去曾經以6節編組運行。

### M300型

M300型列車

由於西線的開通需要大量新列車，HKL在2013年向西班牙的鐵路建設和協助公司 (CAF)订购M300型。M300型於2015年3月開始交付，2016年9月開始投入營運，外觀與M200型相似。目前HKL共有20列4節編組的M300型列車，每列可搭載800名乘客（座位228、站位572），列車車廂之間可以連通，設計行駛速度可達90公里/小時 。
2020年2月，HKL授予CAF一份價值3990萬歐元的訂單，用於增購另外五列M300型地鐵列車，並在其40年的預期使用壽命間提供維修零件。增購的M300列車將於2022年交付，可以應付西線第二階段開通所需的新列車。

## 營運

HKL的收費區間

赫爾辛基地鐵由該市的地鐵公司HKL運營，是赫爾辛基交通管理局（HSL）交通系統的一部分，M1線在5:00開始運營，末班車約23:00發車，週日延至6:00左右開始營運；M2於5:20從東端的梅倫邁基發車，西端的塔皮奧拉則在6:00發出首班車，末班車在23:00左右發出。在高峰時間，運行班距約5分鐘，離峰7至8分鐘，週日則為10分鐘，6月中旬至7月底暑假期間，地鐵運行班距較長。
HKL的票價與HSL的其他大眾運輸工具相同，HSL旅遊卡是最常使用的付費方式，乘客可以購買單程票、1~13天的日票，或兩周到一年的定期票。HSL的收費採用區域收費，區域內均為單一票價，且可以換成HSL管理下的各種交通工具，赫爾辛基地鐵全線位於HSL區域收費的A、B兩區，單程票2.8歐元，6歲以下免費，7~17歲以及養老金領取者為1.4歐元。

## 未來計畫

赫爾辛基軌道交通網，包含計畫、建設中路線

### 東線延伸
2009年赫爾辛基東側錫博市镇的部分地区併入赫尔辛基，2018年赫爾辛基市議會批准了赫爾辛基東部的新分區計劃，宣告赫爾辛基開始向東擴張，赫爾辛基計畫在東部建造10萬人的住宅區，並計畫延伸目前的北側支線，該計畫稱為「東線地鐵」，與西線地鐵對應，建設預計2030年開始。

### 其他
- 南北向的赫爾辛基地鐵二線（英语：Helsinki second metro line），南起赫爾辛基南部的離島桑塔哈米納島，在康皮站與現有路線交會，向北通往旧城区（英语：Vanhakaupunki）與赫尔辛基-万塔机场，近期沒有具體規劃，不過康皮站已經為其預留站台空間。[20]
- 地鐵駕駛自動化。

## 外部連結
- 赫爾辛基市交通局(HKL) （页面存档备份，存于） （英文）